# لويس مونتانيو
لويس مونتانيو (بالإسبانية: Luis Montano)‏ هو لاعب كرة قدم كولومبي في مركز الهجوم، ولد في 11 أغسطس 1950. لعب مع إنديبنديينتي سانتا في.

## وصلات خارجية
- لويس مونتانيو على موقع أوليمبيديا (الإنجليزية)